# Fred A. Smith
Fred A. "Freddy" Smith, född ca. 1913 i Camagüey på Kuba, död 28 juni 1951 på Hollywood Park Racetrack i Inglewood i Kalifornien i USA, var en kubansk-amerikansk jockey, mest känd för att knappt missat att ta titeln Triple Crown med hästen Bimelech (1940).

## Biografi
Smith föddes i Camagüey i Kuba, och tävlade som jockey på flertalet banor i USA. Hans främsta år som jockey var 1939 och 1940. Tillsammans med hästen Knickerbocker, segrade Smith i bland annat Metropolitan Handicap (1939). Han skulle senare bli mest förknippad som jockey till den blivande Hall of Fame-hingsten Bimelech. Smith blev jockeychampion på Arlington Park i Chicago 1940, och vann 1942 löpet Arlington Handicap tillsammans med Rounders, och besegrade därmed 1941 års Triple Crown-vinnare, Whirlaway.

## Triple Crown 1940
Freddy Smith red Bimelech till flertalet segrar 1939, något som gjorde att Bimelech utsågs till American Champion Two-Year-Old Colt. Under Bimelechs treåringssäsong 1940, red Smith honom till seger i Blue Grass Stakes och Derby Trial Stakes, något som gjorde att ekipaget blev spelfavorit i Kentucky Derby. I löpet slutade ekipaget på andra plats. Smith kritiserades för hans ritt, och erkände senare att han gjort ett taktiskt misstag, som eventuellt kostat segern. Smith och Bimelech segrade dock enkelt i både Preakness och Belmont Stakes, och röstades fram till American Champion Three-Year-Old Male Horse 1940.
Under 1940-talet segrade Smith i flertalet större löp. Den 28 juni 1951 föll Smith av sin häst under det åttonde löpet på Hollywood Park Racetrack i Inglewood i Kalifornien. Han avled direkt av skadorna.